# Mapai
Mapai (hebreiska: מפא"י, en förkortning av מפלגת פועלי ארץ ישראל Mifleget Poalei Eretz Yisrael - "Landet Israels arbetareparti"), var ett socialistiskt och sionistiskt parti i Israel, bildat 1930 i Palestinamandatet.
Partiledaren David Ben-Gurion spelade en ledande roll i det israeliska självständighetskriget och blev Israels förste premiärminister.
Mapai var den dominerande kraften i israelisk politik fram till dess att det 1968 gick samman med det återbildade Akhdut HaAvoda och Rafi och bildade Arbetarpartiet.

## Historia
På 1920-talet hade den sionistiska fackföreningsrörelsen grundats, och dominerade de hebreiska bosättningarna i Palestinamandatet. Partiet grundades 5 januari 1930 genom samgående av den pacifistiska och antimilitaristiska gruppen Hapoel Hatzair (Unga Arbetare), som skapats 1905, och det ursprungliga Akhdut HaAvoda-partiet, som bildats 1919 av den socialdemokratiska "högerfraktionen" av det marxist-sionistiska partiet Poale Zion (bildat i Palestina 1905 som en gren av den internationella Poale Zion-rörelsen) när det partiet splittrades i en vänster- och högerfraktion som en följd av Ryska revolutionen. Ben-Gurion ledde den socialdemokratiska fraktionen Poale Zion och var den ledande kraften både i skapandet av Akhdut HaAvoda 1919 och Mapai 1930. Poale Zions vänsterfraktion bildade också ett parti, som efter några års interna strider och splittringar blev Palestinska kommunistpartiet (PKP) (1923-1947), som 1948 ombildades till Israeliska kommunistpartiet (Maki) (1948-1973), föregångare till Israels nuvarande kommunistparti med samma namn.
1968, när partiet leddes av Levi Eshkol, gick Mapai samman med dåvarande Akhdut HaAvoda (skapat 1954) och Rafi (det parti Ben-Gurion bildat när han och sju andra medlemmar av Knesset lämnade Mapai 1965) och bildade Israeliska arbetarpartiet.

## Partiledare 1930-1968
- David Ben-Gurion (1930-1953)
- Moshe Sharett (1953-1955)
- David Ben-Gurion (1955-1963)
- Levi Eshkol (1963-1968)